# Đội tuyển Davis Cup Cameroon
Đội tuyển Davis Cup Cameroon đại diện Cameroon ở giải đấu quần vợt Davis Cup và được quản lý bởi Liên đoàn quần vợt Cameroon. 
Cameroon hiện tại thi đấu ở Nhóm IV khu vực Âu/Phi. Thành tích tốt nhất là vào đến bán kết Nhóm II châu Phi năm 1989.

## Lịch sử
Cameroon tham gia kì Davis Cup đầu tiên năm 1988. Họ không thi đấu kể từ năm 2000, nhưng lại tham gia vào giải đấu năm 2009.

## Đội tuyển hiện tại(2013)
- Augustin Ntouba (tay vợt nghiệp dư)
- Pierre Ndjock (tay vợt nghiệp dư)
- Germain Ayinda (tay vợt nghiệp dư)
- Etienne Teboh (tay vợt nghiệp dư)